# 1971 год в музыке

## События
- 1 марта оформился «классический состав» группы «Queen».
- Март — Алла Пугачёва прекращает работу в Московской областной филармонии в связи с беременностью.
- 17 июля в Пхеньянском Большом театре в присутствии Ким Ир Сена состоялась премьера оперы «Море крови», первой из «Пяти Великих революционных опер», считающихся главными произведениями оперного искусства КНДР[1][2].
- Начинается музыкальная карьера Донны Саммер
- Начинается музыкальная карьера Стиви Рэя Вона
- Начинается сольная карьера Майкла Джексона
- Создан квартет «ABBA»
- Создана группа «Roxy Music»
- Создана группа «Camel»
- Первая постановка рок-оперы «Иисус Христос — суперзвезда»
- Вышел первый альбом группы «Electric Light Orchestra»
- Появляется группа «Accept»

## Выпущенные альбомы
- Blessed Are… (Джоан Баэз)
- Surf’s Up (The Beach Boys)
- Trafalgar (The Bee Gees)
- Master of Reality (Black Sabbath)
- Hunky Dory (Дэвид Боуи)
- Tago Mago (Can)
- Une Vie (Далида)
- Fireball (альбом) (Deep Purple)
- L.A. Woman (The Doors)
- Tarkus (Emerson, Lake & Palmer)
- What’s Going On (Марвин Гей)
- Where I'm Coming From (Стиви Уандер)
- Third Album (Shocking Blue)
- Acquiring the Taste (Gentle Giant)
- Nursery Cryme (Genesis)
- Aqualung (Jethro Tull)
- Madman Across the Water (Элтон Джон)
- Tumbleweed Connection (Элтон Джон)
- Islands (King Crimson)
- Kraftwerk (Kraftwerk)
- Led Zeppelin IV (Led Zeppelin, LP, Atlantic Records, 8 ноября)
- Imagine (Джон Леннон)
- Gemini Suite (Jon Lord)
- The Inner Mounting Flame (Mahavishnu Orchestra)
- Ram (Пол Маккартни)
- Wild Life (Пол Маккартни и Wings)
- Sticky Fingers (The Rolling Stones)
- Meddle (Pink Floyd, LP)
- Broken Barricades (Procol Harum, LP)
- The Low Spark of High Heeled Boys (Traffic)
- Salisbury (Uriah Heep)
- Look at Yourself (Uriah Heep)
- Pawn Hearts (Van der Graaf Generator, LP)
- Who's Next (The Who)
- The Yes Album (Yes)
- Fragile (Yes)
- The Electric Light Orchestra (Electric Light Orchestra)

## Лучшие песни года
- «Imagine» (Джон Леннон)
- «What’s Going On» (Марвин Гэй)
- «Stairway to Heaven» (Led Zeppelin)
- «Let’s Stay Together» (Эл Грин)
- «Changes» (Дэвид Боуи)
- «Maggie May» (Род Стюарт)
- «Won’t Get Fooled Again» (The Who)
- «Family Affair» (Sly & the Family Stone)
- «Me and Bobby McGee» (Дженис Джоплин)
- «Aint no sunshine» (Билл Уизерс)

## Продажи
- Самый продаваемый альбом в США (Billboard Top 200) — звуковая дорожка к фильму «Иисус Христос — суперзвезда» (Эндрю Ллойд Уэббер, Тим Райс)
- Самый продаваемый сингл в США (Billboard Hot 100) — «Joy to the World» (Three Dog Night)
- Самый продаваемый альбом в Великобритании — «Bridge Over Troubled Water» (Simon & Garfunkel), второе место — «Every Picture Tells a Story» (Род Стюарт), третье место — «Sticky Fingers» (Rolling Stones)
- Самый продаваемый сингл в Великобритании — «My Sweet Lord» (Джордж Харрисон)

## Награды
- «Грэмми» за альбом года — Кэрол Кинг за «Tapestry»
- «Грэмми» за запись года — Кэрол Кинг за «It’s Too Late»
- «Грэмми» за песню года — «You’ve Got a Friend» (исполнитель — Кэрол Кинг)

### Зал славы авторов песен
- Гарольд Арлен[3]
- Джимми Ван Хьюзен[4]
- Айра Гершвин[5]
- Хоги Кармайкл[6]
- Алан Джей Лернер[7]
- Джонни Мерсер[8]
- Гарри Уоррен[9]
- Дороти Филдс[10]
- Рудольф Фримль[11]
- Дюк Эллингтон[12]

### Зал славы кантри
- Артур Сэзерли[англ.][13]

## Родились

### Январь
- 1 января — Калабхаван Мани (ум. 2016) — индийский актёр и певец
- 2 января — Рене Элиз Голдсберри — американская актриса, певица и автор песен
- 3 января — Алексей Зимаков (ум. 2018) — советский и российский гитарист
- 10 января — Тёнс Йордан (ум. 2021) — южноафриканский певец, композитор и гитарист
- 18 января — Джонатан Дэвис — американский певец и музыкант, вокалист группы Korn
- 20 января — Деррик Грин — американский музыкант и вокалист группы Sepultura
- 22 января — Джеффри Гуррумул Юнупингу (ум. 2017) — австралийский музыкант, певец и автор песен

### Февраль
- 5 февраля — Сара Линн Эванс — американская кантри певица и композитор
- 7 февраля  — Анита Цой — российская певица, заслуженная артистка России
- 10 февраля — Лорена Рохас (ум. 2015) — мексиканская актриса, модель и певица
- 13 февраля — DJ Дэн — российский рэп-исполнитель, диджей и брейк-данс-танцор. Участник рэп-группы «Мальчишник», а также проектов Storm Crew и «Барбитура»
- 16 февраля — Зак Бэрд — американский клавишник и пианист
- 24 февраля
  - Леда Баттисти[итал.] — итальянский певец и автор песен
  - Мозес Пелхам[нем.] — немецкий рэпер, основатель и генеральный директор музыкальных лейблов
- 27 февраля — Розонда Томас — американская R’n’B / поп-певица, танцовщица и актриса, участница группы TLC

### Март
- 23 марта — Александр Карпов (ум. 2002) — российский поэт, писатель, бард, переводчик и художник, участник творческой ассоциации «32 августа»
- 26 марта — Эрик Морилло (ум. 2020) — американский и колумбийский диджей, продюсер и музыкант

### Апрель
- 6 апреля — Кирилл Андреев — российский певец, солист группы «Иванушки International». Ведущий Music box news
- 29 апреля — Дмитрий Петрович (ум. 2020) — советский и белорусский писатель, поэт и композитор

### Май
- 6 мая — Крис Шифлетт — американский музыкант, гитарист группы Foo Fighters
- 25 мая — Кристина Орбакайте — российская актриса и певица
- 27 мая
  - Лиза Лопес (ум. 2002) — американская певица, автор песен, танцовщица и рэпер, участница группы TLC
  - Шон Рейнерт (ум. 2020) — американский музыкант, барабанщик групп Cynic и Æon Spoke

### Июнь
- 16 июня — Тупак Шакур (ум. 1996) — американский рэпер и автор песен

### Июль
- 13 июля — MF Doom (ум. 2020) — британский и американский рэпер и продюсер

### Август
- 20 августа — Станислав Костюшкин — российский певец и поэт, бывший участник группы «Чай вдвоём», создатель проекта «A-Dessa», предприниматель
- 29 августа — Л. Н. Шастри (ум. 2017) — индийский певец и композитор

### Сентябрь
- 6 сентября — Долорес О’Риордан (ум. 2018) — ирландская певица, композитор и автор песен, вокалистка групп The Cranberries и D.A.R.K.
- 13 сентября — Эцио Боссо (ум. 2020) — итальянский пианист, композитор и дирижёр
- 14 сентября — Андре Матос (ум. 2019) — бразильский певец, музыкант и автор песен, вокалист и клавишник группы Angra
- 18 сентября — Анна Нетребко — российская и австрийская оперная певица (сопрано)
- 24 сентября — Саки Каскас (ум. 2016) — канадский композитор и музыкант
- 26 сентября —  Николай Тимофеев — советский и российский певец, композитор, автор песен. Один из основателей и ex. солист группы «Дискотека Авария» (1990—2012). Лидер музыкального проекта "Нико лайТ и ДискотекА" . Режиссёр видеоклипов (под псевдонимом «Stagoranovich»)
- 29 сентября — Дельфин — российский рэп-исполнитель, мелодекламатор, певец, музыкант, композитор, музыкальный продюсер, автор песен и поэт. Бывший участник и автор текстов рэп-групп «Мальчишник» и «Дубовый Гай»

### Октябрь
- 2 октября — Тиффани — американская певица
- 11 октября — Виктор Шнейдер (ум. 2001) — российский поэт, бард, прозаик и переводчик
- 20 октября
  - Данни Миноуг — австралийская певица, автор песен, актриса театра и кино, фотомодель, телеведущая и модельер
  - Том Хаос (ум. 2022) — российский певец, музыкант, композитор, ди-джей и танцор, основатель и солист группы «Отпетые мошенники»
  - Snoop Dogg — афроамериканский рэпер, продюсер и актёр.

### Ноябрь
- 5 ноября — Джонни Гринвуд — британский музыкант и композитор, гитарист и клавишник группы Radiohead
- 7 ноября — Робин Финк — американский музыкант, гитарист групп Guns N’ Roses и Nine Inch Nails
- 10 ноября — Big Pun (ум. 2000) — американский рэпер, участник группы Terror Squad

### Декабрь
- 15 декабря — Клинт Ловери — американский музыкант, гитарист группы Sevendust
- 24 декабря — Рики Мартин —  пуэрто-риканский поп-музыкант, актёр и писатель
- 25 декабря — Дайдо — британская поп-певица
- 26 декабря — Джаред Лето — американский актёр, певец и музыкант, фронтмен группы Thirty Seconds to Mars
- 29 декабря — Фаик Агаев — советский и азербайджанский эстрадный певец, Народный артист Азербайджана (2008)

## Скончались
- 22 февраля — Рудольф Мауэрсбергер (82) — немецкий хоровой дирижёр и композитор
- 14 мая — Александр Акопян (80) — армянский советский учёный и пианист-концертмейстер
- 30 мая — Марсель Дюпре (85) — французский композитор, органист и пианист, ректор Парижской консерватории
- 26 июня — Гильермо Урибе Ольгин (91) — колумбийский композитор, скрипач, дирижёр, музыковед и педагог
- 3 июля — Джим Моррисон (27) — американский певец и автор песен, вокалист группы The Doors
- 6 июля — Луи Армстронг (69) — американский трубач, композитор и певец
- 13 августа — Кинг Кёртис[англ.] (37) — американский саксофонист
- 16 августа — Соломон Абрамзон (61) — советский скрипач и музыкальный педагог
- 20 сентября — Роберт Андриасян (58) — советский армянский композитор, пианист и музыкальный педагог
- 12 октября — Джин Винсент (36) — американский певец и музыкант, лидер группы The Blue Caps
- 15 октября — Альбер Поль Ален (91) — французский органист и композитор
- 29 октября — Дуэйн Оллмен (24) — американский музыкант, основатель и гитарист группы The Allman Brothers Band